# Albany (Wisconsin)
Albany es una villa situada en el condado de Green, Wisconsin, Estados Unidos. Tiene una población estimada, a mediados de 2022, de 1077 habitantes.

## Geografía
La localidad está ubicada en las coordenadas 42°42′25″N 89°26′13″O / 42.70694, -89.43694 (42.707073, -89.436918). Según la Oficina del Censo,tiene una superficie total de 3.35 km², de los cuales 3.29 km² corresponden a tierra firme y 0.06 km² están cubiertos de agua.

## Demografía
Según el censo de 2020, en ese momento había 1096 personas residiendo en la localidad. La densidad de población era de 333.13 hab./km². El 93.34% de los habitantes eran blancos, el 0.64% eran afroamericanos, el 0.27% eran amerindios, el 0.55% eran asiáticos, el 1.00% eran de otras razas y el 4.20% eran de una mezcla de razas. Del total de la población, el 2.01% eran hispanos o latinos de cualquier raza.